# Авдеев, Алексей Александрович
Алексе́й Алекса́ндрович Авде́ев (12 (24) марта 1819, с. Бедьково Новосильского уезда Тульской губернии — 18 (30) марта 1885, Санкт-Петербург) — русский архитектор, академик архитектуры, художник и археолог. Один из основателей Московского архитектурного общества.

## Биография

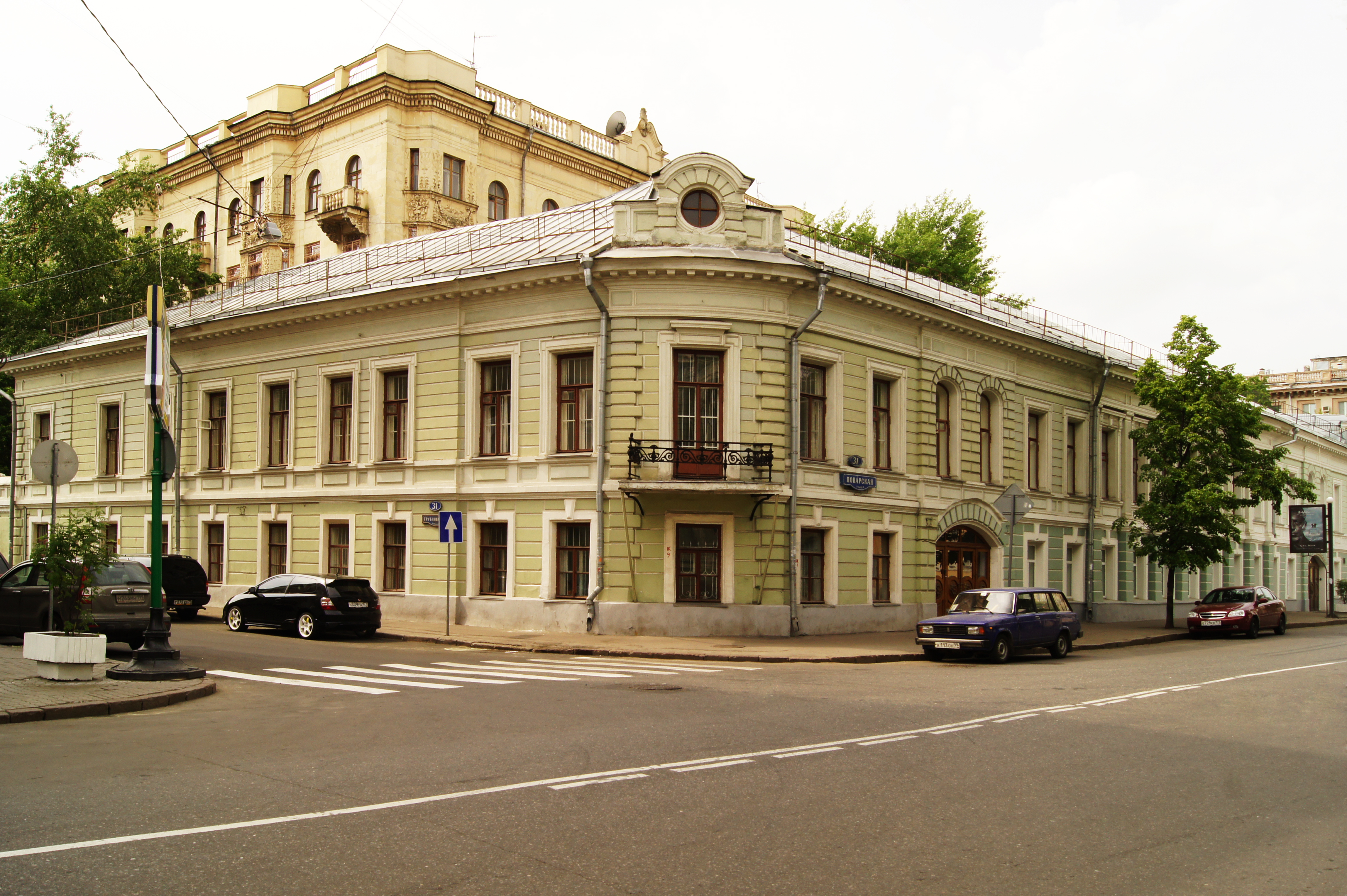
Жилой дом на Поварской улице в Москве

А. А. Авдеев родился в семье помещика Тульской губернии дворянского рода Авдеевых Александра Алексеевича Авдеева и Марии Петровны Авдеевой (в девичестве — Рейхенберг). С 1831 года учился в 1-й Московской гимназии, которая в 1837 году, во время окончания её Авдеевым, уже 4 года была Московским дворянским институтом.
Служил в канцелярии московского генерал-губернатора помощником столоначальника. С 12 февраля 1844 года стал исполнять должность помощника архитектора М. Д. Быковского.
В 1845—1846 годы Авдеев составил проект здания астрономической обсерватории Московского университета, позже реализованный (Нововаганьковский переулок, 5).
В апреле 1850 года получил право на производство строительных работ по гражданским сооружениям и был назначен младшим архитектором Попечительского совета заведений общественного призрения в Москве (фактически состоял в этой должности с 10 мая 1848 года).
В конце 1851 года Авдеев отправился с целью изучения художественных памятников в Германию, Францию и Италию, откуда сообщал свои наблюдения и впечатления в «Московские Ведомости» и в сборник профессора П. М. Леонтьева «Пропилеи».
В 1853 году находился с Леонтьевым при археологических раскопках на Таманском полуострове в устье Дона и занимался срисовыванием найденных там древностей.
Постоянным сотрудником Авдеева был будущий академик живописи А. Е. Корнеев.
24 мая 1855 года вышел в отставку с чином коллежского асессора. В 1856 году предпринял путешествие в Италию.
Поселившись в Крыму, построил:
- церковь св. Николая на севастопольском военном кладбище, в память павших защитников города (1857—1870)[6]  Объект культурного наследия народов РФ федерального значения. Рег. № 921510361370006 (ЕГРОКН) — за эту постройку он был награждён орденом Св. Владимира 4-й степени;
- часовню над могилой князя М. Д. Горчакова  Объект культурного наследия народов РФ регионального значения. Рег. № 921711298440005 (ЕГРОКН) (1856—1860), на том же кладбище;
- часовню на Инкерманской высоте, в воспоминание смотра войскам, произведённого императором Александром II после падения Севастополя (1862);
- Владимирский собор в Севастополе над могилами адмиралов (в 1882 году освящена нижняя церковь, в 1888 году — верхняя)  Объект культурного наследия народов РФ регионального значения. Рег. № 921711263760005 (ЕГРОКН) — за проект храма А. А. Авдеев получил большую золотую медаль на московской Политехнической выставке 1872 года.
- Церковь Покрова Божией Матери (Нижняя Ореанда) Объект культурного наследия народов РФ федерального значения. Рег. № 911510368730006 (ЕГРОКН)

В 1867 году Авдеев стал одним из основателей Московского архитектурного общества.
В 1871 году за возведённые в Крыму церковные сооружения Императорская Академия художеств произвела его в академики без требования от него исполнения особой программы. В 1874 году он вступил в Московское археологическое общество, в качестве члена которого входил в комиссии по обследованию храма Василия Блаженного и церквей Чернигова; в 1878 году принял участие в реставрации Бахчисарайского дворца.
Авдеевым также были выполнены:
- проекты церквей в византийском стиле — для Новосильского уезда Тульской губернии (1872—1873)
- в армянском стиле — для Севастополя (1873—1874);
- мраморный иконостас для домовой церкви лицея цесаревича Николая в Москве (1873—1875);
- часовни для кладбища Пер-Лашез (1874—1875).

Умер в 1885 году в Санкт-Петербурге, куда прибыл по делам строительства храма. Похоронен на Никольском кладбище Александро-Невской лавры.
Портреты А. А. Авдеева были выполнены Н. Е. Макухиной в 1860-х годах в Севастополе. В 1884 году академик С. Ф. Александровский написал акварельный портрет.